# Paris Masters 2022
Rolex Paris Masters 2022 a fost un turneu profesionist de tenis care s-a jucat la Paris, pe terenuri cu suprafață dură, în interior. A fost cea de-a 50-a ediție a turneului și ultimul ATP Masters 1000 al sezonului. S-a desfășurat la Palais omnisports de Paris-Bercy din Paris, Franța în perioada 31 octombrie–6 noiembrie.

## Campioni

### Simplu
Pentru mai multe informații consultați Paris Masters 2022 – Simplu

### Dublu
Pentru mai multe informații consultați Paris Masters 2022 – Dublu

## Puncte și premii în bani

### Distribuția punctelor
| Probă  | C    | F   | SF  | QF  | R16 | R32 | R64 | Q   | Q2  | Q1  |
| Simplu | 1000 | 600 | 360 | 180 | 90  | 45  | 10  | 25  | 16  | 0   |
| Dublu  | 1000 | 600 | 360 | 180 | 90  | 0   | N/A | N/A | N/A | N/A |

### Premii în bani
| Probă  | C         | F         | SF        | QF        | R16      | R32      | R64      | Q   | Q2       | Q1      |
| Simplu | 836.355 € | 456.720 € | 249.740 € | 136.225 € | 72.865 € | 39.070 € | 21.650 € | N/A | 11.090 € | 5.810 € |
| Dublu* | 282.960 € | 147.840 € | 78.140 €  | 43.300 €  | 23.760 € | N/A      | 13.200 € | N/A | N/A      | N/A     |

*per team